# Даты сотворения мира
Даты сотворения мира — в космогонических мифах и преданиях дни, в которые, согласно данной традиции, был сотворён мир.

## Библейские источники

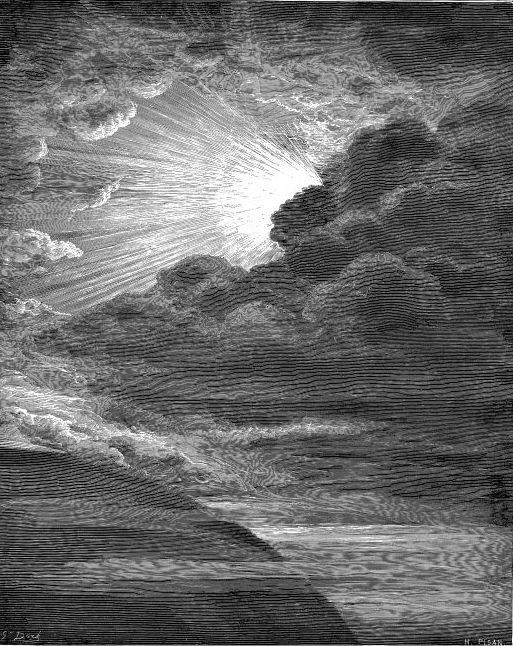
Сотворение света, из иллюстраций Гюстава Доре к Библии.

В течение всей истории предпринимались попытки соотнести современность и события, описанные в Библии. Расчёты различных исследователей Писания показывали, что время существования мира до Рождества Христова не превышает 7000 лет.
После изучения библейских хронологий насчитано около 200 различных вариантов эры «от сотворения мира», или «от Адама». Согласно таковым, период времени от сотворения мира до Рождества Христова насчитывал от 3483 до 6984 лет.
Наибольшее распространение приобрели три так называемые мировые эры из перечисленных:
- Византийская эра (Константинопольская) — (1 марта 5508, а впоследствии 1 сентября 5509 года до н. э.)., которая начиная с VII века постепенно стала текущей хронологической системой в Византийской империи и во всём православном мире. Согласно Септуагинте были определены также и даты других библейских событий. Эта эра была также введена в Сербии, Болгарии, а также и в Киевской Руси, позже в Русском государстве, где система использовалась с XI века до её упразднения в 1700 году Петром I.
Однако католический Рим этих расчётов не признал. Католическая церковь долгое время придерживалась принципов восточно-христианской хронологии. Но в конце IX века её взгляды изменились. Архиепископ вьенский (Франция) Адон (около 879 года) в своём труде отдал предпочтение хронологии латинского перевода Библии. Со времени же Тридентского собора (1545 год), на котором этот перевод Библии был объявлен каноническим, господствующей в Западной Европе стала «короткая» хронологическая шкала. Так, по одной из эр от «сотворения мира» до «рождества Христова» насчитывают 4713, по другой — 4004 года[6].
- Ватиканская эра существенно короче византийской, в Вульгате (латинский перевод Ветхого Завета) продолжительности жизни древних патриархов, правления царей и т. п. указаны в соответствии с масоретским текстом (меньшие, чем в греческом переводе).
- Иудейская эра начинается 7 октября 3761 года до н. э. Это летосчисление является частью еврейского календаря, и в настоящее время официально используется в Государстве Израиль наряду с григорианским календарём.
- Александрийская эра (автор — Анниан Александрийский) — (исходная точка — 5501 (фактически 25 марта 5493) год до н. э., а также 5472 год до н. э. или 5624 год до н. э.), бывшая основной хронологией в Византийской империи до IX века.
- Антиохийская эра — 1 сентября 5969 год до н. э. по Феофилу, создана в 180 н. э.

Другие датировки начала мира
- 3491 год до н. э. — по Иерониму;
- 3943 год до н. э., 11 октября — по Книге Юбилеев[источник не указан 1413 дней];
- 3952 год до н. э. — по Беде Достопочтенному;
- 3962 год до н. э. — согласно Фрутольфу из Михельсберга[7];
- 4004 год до н. э., 23 октября — по Джеймсу Ашшеру;
- 4700 год до н. э. — самарийская;
- 5199 год до н. э. — по Евсевию Кесарийскому;
- 5500 год до н. э. — по Ипполиту и Сексту Юлию Африканскому;
- 5515 год до н. э., а также 5507 год до н. э. — по Феофилу;
- 5551 год до н. э. — по Блаженному Августину;
- 5872 год до н. э. — так называемая датировка 72 толковников, создана в IV веке[источник не указан 451 день].

## Индуистская хронология
В индуизме время жизни мироздания до возврата в «непроявленное» состояние равно 100 годам Брахмы (Брамы) (век Брахмы). Каждый год Брахмы состоит из 360 суток; сутки состоят из равных дня и ночи; день длится одну кальпу из 4,32 млрд человеческих лет. Итого, век Брахмы или Маха-Кальпу — около 311,04 трлн лет. Считается, что нынешний Брахма находится на 51-м году, что соответствует около 155 трлн лет (по данным от Рао Бахадур П. Сринивас Роу из журнала «The Theosophist» за ноябрь 1885).
Согласно тамильскому календарю:
- От начала «космической эволюции» до индусского года Тарана (или 1887 год н. э.) прошло 1 955 884 687 лет.
- Время от первого появления человечества (на нашей «Планетной цепи») — 1 664 500 987 лет.
- Число лет, истекших от человеческого периода (манвантары Вайвасвата) до 1887 года н. э., исчисляется точно в 18 618 728 лет.